# 藤田宙靖
藤田 宙靖（1940年4月6日—），日本法學家。主要研究行政法。代表著作『行政法總論 （页面存档备份，存于）』（青林書院，2020年4月）等。法學博士（東京大學，1981年）。

## 簡歷

### 學歷
- 1963年，東京大學法學部第2類（公法課程）畢業[1]。

### 職歷
- 1963年，東京大學法學部助手。
- 1966年，東北大學法學部助教授。
- 1977年，東北大學法學部教授。
- 1994年，東北大學法學部長。
- 1996年，行政改革會議委員（〜1998年）。
- 2002年，東北大學名譽教授。

## 著作

### 單著
- 『行政組織法』（有斐閣，2005年）
- 『現代法律學講座 行政法1總論（第4版修訂）』（青林書院，2005年）
- 『新版 行政法總論』（青林書院，2020年）

## 外部連結
- 最高裁判所的裁判官・藤田宙靖 - 裁判所（Internet Archive）
- 藤田宙靖主頁 （页面存档备份，存于）